# Ouled Tebben
Ouled Tebben (în arabă أولاد تبان) este o comună din provincia Sétif, Algeria.
Populația comunei este de 10.385 de locuitori (2008).